# Oldman
De Oldman is een rivier in Canada met een lengte van 363 km die uitmondt in de South Saskatchewan River.
Het debiet bedraagt 95 m³/s. Het stroomgebied heeft een oppervlakte van 26.700 km².
- Library of Congress Control Number: sh87005252
- Nationale Bibliotheek van Israël: 987007543945205171
- Virtual International Authority File: 315126929
- WorldCat: E39PBJgMvMcpjdCGGFrYFWCYT3